# Phrynobatrachus natalensis
Phrynobatrachus natalensis és una espècie de granota que viu a Angola, Benín, Botswana, Burundi, Camerun, República Centreafricana, República del Congo, República Democràtica del Congo, Costa d'Ivori, Eritrea, Etiòpia, Gàmbia, Ghana, Guinea, Guinea Bissau, Kenya, Libèria, Malawi, Mali, Moçambic, Namíbia, Nigèria, Ruanda, Senegal, Sierra Leone, Sud-àfrica, el Sudan, Eswatini, Tanzània, Togo, Uganda, Zàmbia, Zimbàbue i, possiblement també, a Burkina Faso, el Txad, Lesotho i Mauritània.